# آپرادا-تپونی
آپرادا-تپونی (به اسپانیایی: Aprada) یک کوه در ونزوئلا است که در ایالت بولیوار واقع شده‌است. آپرادا-تپونی ۲٬۵۰۰ متر بالاتر از سطح دریا واقع شده‌است.